# Rick Terwindt

Rick Terwindt (Vorstenbosch, 1986) is een Nederlandse dichter en spoken word-artiest. Hij werd geboren en groeide op in Vorstenbosch. Terwindt studeerde aan de SchrijversAcademie te Antwerpen. Naast dichter is hij ook milieukundig specialist.

## Werkzaamheden
- 2024-Nu: Dichter bij Van Gogh Nationaal Park
- 2024: Kunst- en cultuurprijs gem. Meierijstad
- 2022-2024: huisdichter Provincie Noord-Brabant
- 2019-2024: Stadsdichter gem. Meierijstad
- 2022-2023: Kanaaldichter Zuid-Willemsvaart 200 jaar
- 2022: Stadsdichter Leeuwarden
- 2022: Juryprijs bij Grote Prijs van Gouda (Stadsdichtersgala)
- 2022: Taalheld Bruggenbouwer Stichting Lezen en Schrijven